# Abu al-Fida
Abu al-Fida, znany także jako Abulfeda, Abu Alfida (ur. 1273 w Damaszku, zm. 27 października 1331 w Hama) – władca Hamy z rodu Ajjubidów znany przede wszystkim jako historyk i geograf.

## Życiorys
Abu al-Fida urodził się w Damaszku, w Syrii, gdzie jego ojciec Malik al-Afdal (brat emira Hamy) uciekł przed Mongołami.
W dzieciństwie poświęcił się studiowaniu Koranu i nauce, ale od dwunastego roku życia był prawie stale zajęty wyprawami wojennymi, głównie przeciwko krucjatom. W roku 1285 uczestniczył w ataku na fortece joannitów oraz brał udział w oblężeniach Trypolisu, Akki i Qal’at al-Rumu. W 1298 rozpoczął służbę dla sułtana al-Malika an-Nasira. Po dwunastu latach został namiestnikiem Hamy. W 1312 został emirem oraz otrzymał tytuł al-Malik as-Salih. W roku 1320 przyjął dziedziczną rangę sułtana i tytuł Malik al-Mu’ajjad. Przez ponad dwadzieścia lat jego panowania w spokoju i świetności, poświęcił się pracom nad rządowymi podatkami i dziełom literackim, którym głównie zawdzięczał swoją sławę. Był szczodrym patronem nauki. Bardzo wielu uczonych przybywało do niego. Abu al-Fida zmarł w wieku 58 lat w Hamie.

## Dzieła literackie
Jego główną pracą historyczną jest Al-muchtasar fi tarich al-baszar (w wolnym tłumaczeniu: Krótka historia rodzaju ludzkiego) w zwięzłej, chronologicznej formie zawierającej się w czasie od stworzenia świata do roku 1329. W częściach poświęconych wcześniejszym stuleciom Abu al-Fida opiera się w dużej mierze na Ibn al-Asirze.
Jego Geografia (arab. Takwim al-buldan) jest zależna od prac poprzedników, szczególnie od Ptolemeusza. Długie wprowadzenie do rozmaitych geograficznych zagadnień jest poprzedzone przez dwadzieścia osiem sekcji ułożonych w tabelarycznej formie z głównymi miastami świata. Przy nazwie podane są:
- długość geograficzna
- szerokość geograficzna
- klimat
- pisownia
- obserwacje zapożyczone od wcześniejszych autorów

Części pracy zostały wydane i przetłumaczone w Europie ok. roku 1650.

## Upamiętnienie
Jego imieniem nazwano krater Abulfeda na Księżycu, od którego z kolei wziął nazwę sąsiedni łańcuch kraterów Catena Abulfeda.